# Lindewerra
Lindewerra est une commune allemande située dans l'arrondissement d'Eichsfeld en Thuringe.

## Géographie

Situation de Lindewerra dans l'arrondissement

Lindewerra est située dans le sud-ouest de l'arrondissement, à la limite avec l'arrondissement de Werra-Meissner en Hesse et celui de Göttingen en Basse-Saxe sur la rive droite de la Werra. La ville fait partie de la Communauté d'administration de Hanstein-Rusteberg et se trouve à 19 km au sud-ouest de Heilbad Heiligenstadt.

## Histoire
La première mention écrite du village de Lindewerra date de 1299 sous le nom de Lindenewerde.
Lindewerra a appartenu à l'Électorat de Mayence jusqu'en 1802 et à son incorporation à la province de Saxe dans le royaume de Prusse.
Le village fut inclus dans la zone d'occupation soviétique après la Seconde Guerre mondiale avant de rejoindre le district d'Erfurt en RDA jusqu'en 1990. Lindewerra était situé à la frontière avec l'Allemagne de l'Ouest.

## Démographie
| 1910 | 1933 | 1939 | 1997 | 2000 | 2004 | 2010 |
| ---- | ---- | ---- | ---- | ---- | ---- | ---- |
| 380  | 395  | 379  | 252  | 259  | 274  | 245  |